# Renault 11
La Renault 11 è una berlina di segmento C a 2 volumi prodotta dalla casa automobilistica francese Renault tra il 1983 e il 1989, e fino al 1995 in altri mercati.

## Storia

### Debutto
I mediocri risultati ottenuti dalla Renault 14 nella seconda metà degli anni settanta obbligarono i vertici della Casa transalpina ad avviare un nuovo progetto destinato alla realizzazione di un modello che avrebbe sostituito la Renault 14 stessa: purtroppo il look innovativo proposto dalla R14 (consistente in un corpo vettura tondeggiante in un'epoca in cui le linee erano spigolose) non trovò molti estimatori. Inoltre, la stessa campagna pubblicitaria, concepita per esaltare le caratteristiche e la simpatica linea della R14, finì per rovinarne l'immagine. La R14 non fu un flop nel vero senso della parola, ma molte furono le critiche del pubblico. Alla Renault, in ogni caso, non ci si poteva più permettere errori: dapprima, nel 1977, fu avviato il progetto L42 destinato alla realizzazione di una berlina classica a 3 volumi che avrebbe affiancato la 14, progetto che sarebbe poi culminato con il lancio della Renault 9. Ma alla fine del decennio, le sempre più magre vendite della 14 imposero di derivare dalla futura berlina a 4 porte anche un modello con portellone, ma molto più avanzato tecnologicamente, in maniera tale da far dimenticare la 14 al pubblico. Tali programmi della casa di Billancourt trapelarono ben presto, a tal punto che già poco prima del lancio della Renault 9 già si sapeva che le sarebbe stata affiancata una "sorella" a due volumi con portellone.
Il lancio avvenne al Salone di Ginevra nel 1983 sotto gli occhi di circa 20 000 spettatori, che poterono toccare con mano le qualità della nuova Renault, la quale conservava le doti di versatilità offerte dalla R14, ma le univa a una linea che si sperava fosse più gradita al pubblico. In più, la R11 fu subito disponibile sia a tre che a cinque porte.

#### Design interno ed esterno
Stilisticamene imparentata con la Renault 9, anche la 11 doveva le sue linee alla matita di Robert Opron, già in forze presso il Centro Stile Citroën ed erede del grande Flaminio Bertoni. La R11 si distingueva dalla R9 oltre che per il portellone posteriore, anche per il frontale con due gruppi ottici sdoppiati, mentre le prime R9 avevano gruppi ottici rettangolari in un pezzo unico. La scelta dei gruppi ottici sdoppiati nel frontale fu voluta per distinguere maggiormente la 11 dalla sua "sorella" a 3 volumi e fu scelta proprio tale soluzione stilistica per richiamare la Renault Alliance, cioè la 9 venduta in Nordamerica. La vista laterale della 11 evidenziava ancor di più le notevoli differenze stilistiche con la 9, specialmente nella zona posteriore, dove era già possibile scorgere lateralmente un porzione dell'ampio lunotto avvolgente. Il montante posteriore e quello anteriore erano verniciati in tinta, mentre il montante centrale era nero per confondersi con i finestrini e dare così l'idea di una superficie vetrata unica. Nelle versioni a cinque porte, in cui era presente anche un deflettore posteriore fisso, anche i montanti di quest'ultimo erano neri in modo da ottenere lo stesso effetto. Nelle versioni di base la parte inferiore della fiancata non era verniciata, ma era rivestita in plastica grezza. La coda mostrava altre differenze con la 9, in primo luogo il disegno dei fari posteriori, non più semplicemente rettangolari, ma di forma quadrata, più avvolgenti, visto che sbordavano oltre l'angolo del parafango, e dotati di un elemento supplementare che sporgeva verso il centro della coda. Posteriormente era anche possibile notare la presenza di uno spoiler in plastica nera che donava un pizzico di dinamismo in più alla linea.
L'abitacolo era sicuramente più luminoso rispetto a quello della 9 grazie alla presenza del lunotto dotato di un'ampia superficie vetrata avvolgente. Un'altra differenza significativa stava nel disegno del cruscotto e della plancia, anch'essi resi più pratici ed inglobati in un unico gruppo (nella 9, per esempio, il cruscotto era più sporgente). Il bagagliaio era certamente più capiente e pratico grazie alla presenza del portellone.

#### Struttura, meccanica e motori

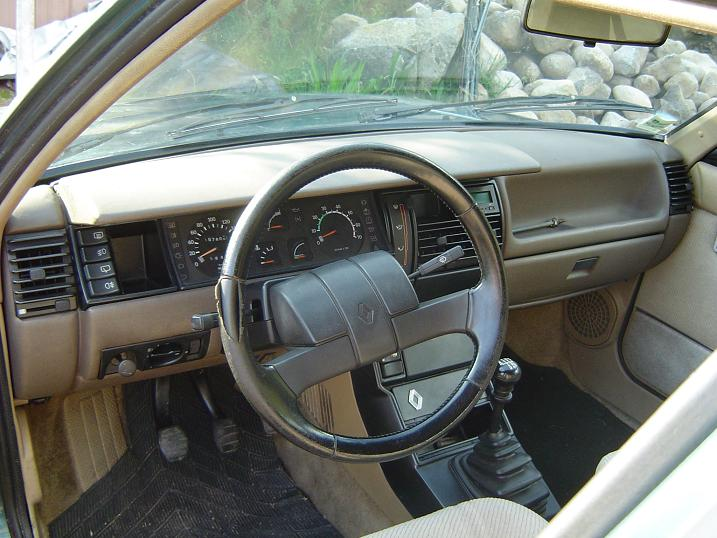
Il posto guida di una Renault 11

Strutturalmente, la 11 condivideva le stesse soluzioni adottate un anno e mezzo prima sulla 9: ritroviamo quindi anche in questo caso la solita struttura portante con motore anteriore in posizione trasversale (il motore trasversale fu introdotto per la seconda volta in una Renault proprio dalla 9 la prima fu la "14") e trazione anteriore. Analogamente si ritrovano anche gli schemi delle sospensioni, sempre a ruote indipendenti e con avantreno MacPherson a molle elicoidali e retrotreno a bracci tirati con barre di torsione. Anche l'impianto frenante misto era già stato visto sulla 9.
Un discorso simile è quello che si può fare a proposito dei motori previsti per la 11 al suo debutto. Infatti, questa era la gamma motori prevista per la 11 al suo lancio:
- 1.1: motore C1E da 1108 cm³ con potenza massima di 48 CV;
- 1.4: motore da 1397 cm³ nelle varianti C1J da 60 CV e C2J da 72 CV.

Due le varianti di cambio previste: le versioni 1.1 e 1.4 da 60 CV montavano un cambio manuale a 4 marce, mentre la terza motorizzazione era prevista con un cambio a 5 marce, sempre manuale. In alternativa era però possibile avere un cambio automatico a 3 rapporti.

#### Allestimenti
Al suo debutto, la R11 fu proposta in diversi livelli di allestimento:
- TC e TL: livelli di base previsti in abbinamento con il motore 1.1 da 48 CV e comprendenti tra l'altro i cerchi in acciaio da 13 pollici;
- GTC , GTL e GTS: livelli di allestimento intermedi previsti in abbinamento con il motore 1.1 da 48 CV (GTC), 1.4 da 60 CV (GTL) e 1.4 da 72 CV (GTS) e comprendenti cerchi in acciaio da 13 pollici di disegno uguale rispetto a quelli degli allestimenti inferiori ma dotati di coprimozzo in plastica, paraurti con inserti cromati ed un piccolo spoilerino in plastica sulla coda;
- TCE , TSE: livelli medio-alti previsti in abbinamento con il motore 1.1 da 48 CV (TCE) e 1.4 da 72 CV (TSE) e comprendenti cerchi in lega da 13 pollici (solo sulla TSE) ed un allestimento estetico più sportiveggiante; La dotazione comprende gli alzacristalli elettrici anteriori e la chiusura centralizzata con telecomando mentre nella strumentazione è presente il contagiri.
- Electronic: livello di punta, basato sull'allestimento TSE, e pertanto previsto con il 1.4 da 72 CV. La 11 equipaggiata con tale livello di allestimento vantava il primato di essere stata la prima autovettura parlante della Casa francese. Era dotata infatti di un sintetizzatore vocale che avvertiva il guidatore di malfunzionamenti (divisi in "allarmi" come la temperatura dell'acqua e in "preallarmi" come il carburante al minimo) e semplici dimenticanze (portiera rimasta aperta, luci accese, ecc.). Anche la strumentazione era particolare poiché completamente digitale, il suo funzionamento era simile a quello di un vero e proprio PC, infatti, sullo stesso schermo, premendo gli opportuni tasti, era possibile visualizzare livello olio motore, pressione olio, temperatura acqua, contachilometri e contagiri. Questa dotazione avveniristica era completata da un impianto Hi-Fi 4x20W studiato appositamente dalla Philips con equalizzatore e comandi al volante. Lo stesso impianto fu poi montato con poche modifiche su Renault 25 e Renault Espace. Sempre nella dotazione di serie gli specchietti a regolazione elettrica, oggi quasi la regola, ma allora un'assoluta esclusiva.

### Evoluzione

#### La gamma in generale

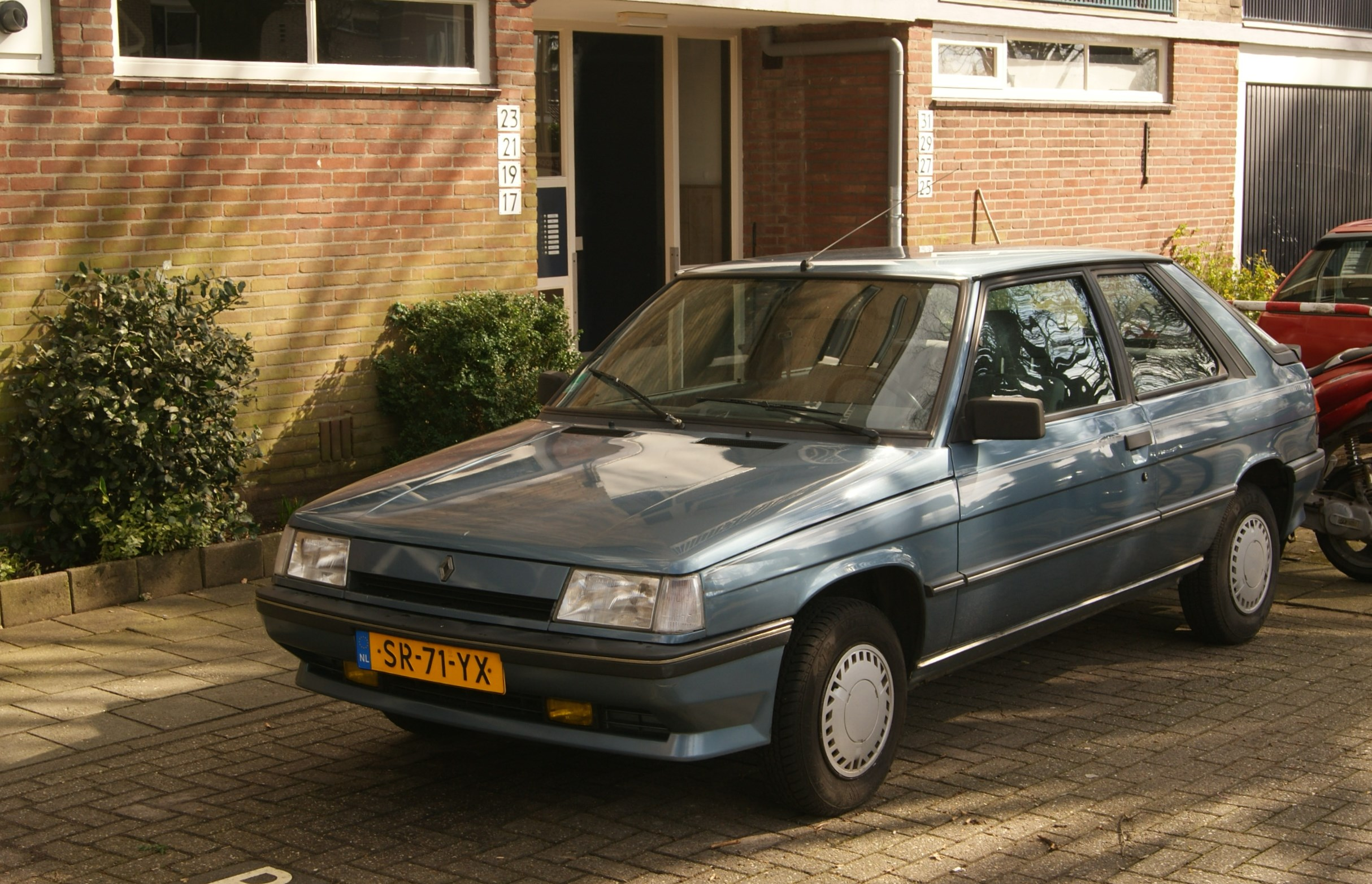
Una Renault 11 dopo il restyling del 1986

Rispetto a quanto era avvenuto a suo tempo con la R14, le campagne pubblicitarie furono più attente ed esaltarono la personalità e la praticità della vettura, senza ricorrere ad espedienti che rischiavano di essere male interpretati dal pubblico. Il meccanismo funzionò: la R11 conobbe un buon successo, specie nei primi anni della sua carriera, tanto da far calare le vendite della R9 cui si ispirava e costituire da sola una percentuale rilevante di vendite nel mercato francese. Già alla fine del 1983, dopo appena tre trimestri di carriera la produzione sfiorò le 320.000 unità. La fine del 1983 vide anche il lancio di una motorizzazione di punta, vale a dire il motore F2N con distribuzione monoalbero in testa, caratterizzato da una cilindrata di 1721 cm³ e da una potenza massima di 82 CV. Il motore da 1,7 litri fu previsto in abbinamento agli allestimenti GTX e TXE, ma anche assieme al futuristico allestimento Electronic. Purtroppo tale motorizzazione non venne mai importata in Italia.
Nel mese di marzo del 1984 la gamma si estese con l'arrivo della versione diesel, proposta negli allestimenti GTD e TDE, e spinta da un 1 6 aspirato appartenente alla famiglia Fonte (come il 1 7 a benzina) ed in grado di erogare fino a 55 CV di potenza massima. Contemporaneamente all'esordio della 11 a gasolio si ebbe anche il lancio della 11 Turbo, spinto da un 1.4 Turbo derivato da quello della R5 Alpine Turbo, ma che in questo caso erogava una potenza leggermente inferiore, pari a 105 CV invece di 110. L'arrivo di tale versione fornì alla Casa francese l'occasione per impiegare la R11 anche in campo sportivo. Qui la R11 seppe farsi valere e riuscì anche a dare alcune soddisfazioni alla Marca francese.
Sempre nel 1984 si ha il lancio della 11 nel mercato nordamericano, con il nome di Encore. Analogamente al mercato europeo venne commercializzata a fianco della versione americana della 9, ossia la Alliance, e distribuita attraverso la rete di vendita della AMC, con cui la Régie aveva siglato un accordo commerciale già nel 1979.
Nella seconda metà del 1985 la calandra della 11 fu leggermente ristilizzata e ricevette pertanto un nuovo disegno con listelli più grandi. Nella stessa occasione furono rivisti anche gli interni, con l'arrivo di un nuovo volante ed il ridisegnamento della consolle centrale. Meccanicamente, i due motori da 60 e 72 CV furono sostituiti da un'unica motorizzazione intermedia da 68 CV, sempre basata sul 1.4 Cléon.
Nella seconda metà del 1986 si ebbe un nuovo e più sostanzioso restyling (comune anche alla R9): a cambiare furono il frontale (con fari trapezoidali e calandra completamente liscia ed in tinta), i paraurti (ridisegnati e, sulle versioni top di gamma, in tinta), gli interni (nuova plancia, sedili e pannelli porta ridisegnati) e i motori. Alla base si ponevano ora le versioni TL e TLE, equipaggiate da un motore da 1.2 litri che prese il posto di quello da 1.1. In cima alla gamma, la TSE fu rimpiazzata dalle TS, TXE, GTX e GTE spinte dalla solita unità da 1,7 litri. Per quanto riguardava la 9 Turbo, essa ricevette l'unità motrice montata in quel periodo sulla Supercinque GT Turbo, un 1,4 sovralimentato da 115 CV.
Come la 9 anche la 11 uscì dai listini nel 1989, sostituita dalla Renault 19, anche se la sua produzione continuò in Argentina, presso lo stabilimento di Santa Isabel, dove andrà avanti fino alla fine del 1994: nonostante i numeri di vendita della 11 non fossero stati eclatanti, il successo di immagine ottenuto dalla vettura fu tale da far dimenticare la R14 (che in ogni caso fu vittima di circostanze sfortunate e non ebbe un suo vero e proprio torto), complici anche i successi sportivi.

#### La Renault 11 Turbo

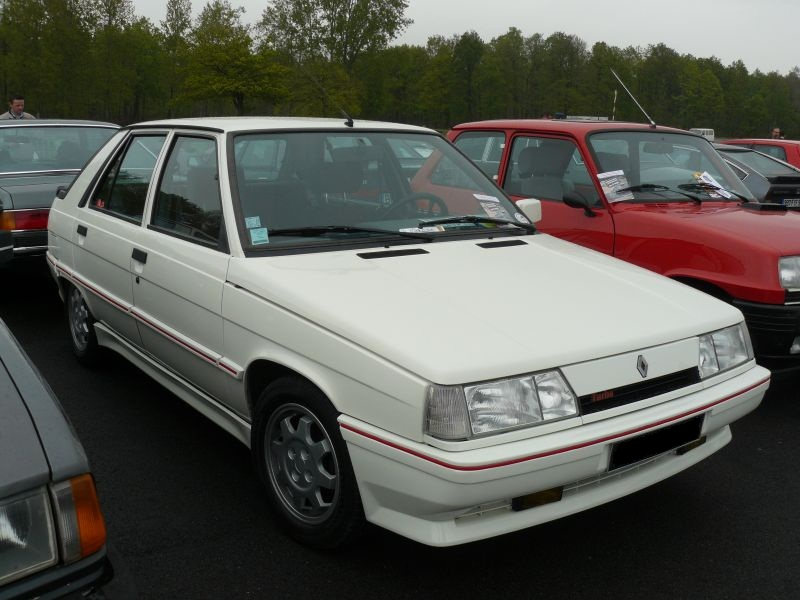
Una Renault 11 Turbo dopo il secondo restyling avvenuto nel 1987

La Renault 11 Turbo fu lanciata nel marzo del 1984 come versione di punta della gamma. Dopo la gamma di motorizzazioni tranquille che ha caratterizzato la R14, si ebbe quindi un ritorno alla sportività con una versione destinata a riscuotere anche dei significativi successi sportivi, per rispolverare i fasti, non troppo antichi, delle "medie pepate" come la R8 Gordini. Tale mossa commerciale ebbe anche lo scopo di fugare i dubbi anche dai più scettici, per dimostrare che l'insuccesso della R14 fu solo un incidente di percorso. Esteriormente, la R11 Turbo si riconosceva per pochi dettagli, tra cui i cerchi in lega specifici e gli pneumatici a spalla ribassata, ma anche per le discrete decorazioni laterali. Nell'abitacolo era presente un volante specifico a quattro razze, sedili in velluto, cruscotto con contagiri, manometri turbo e pressione olio.
Il motore della Renault 11 Turbo fu l'unità Cléon da 1397 cm³ sovralimentata mediante turbocompressore. Si trattò di fatto dello stesso motore che a suo tempo ebbe equipaggiato le R5 Alpine Turbo e che in quel periodo era ancora presente sotto il cofano delle Supercinque GT Turbo, ma con potenza di 105 CV anziché 115. Tale motore, erede di una lunga dinastia di propulsori sportivi, fu progettato da René Vuaillat e dopo alcuni anni di versioni tranquille fece per la prima volta il suo debutto in chiave sportiva sotto il cofano delle indimenticate Renault 8 Gordini, con cubatura di 1.1 litri. Con tale motore la Renault 11 Turbo raggiungeva una velocità massima di 184 km/h, scattando da 0 a 100 km/h in appena 9", un dato assai rilevante per l'epoca.
Tre anni dopo il lancio, la Renault 11 Turbo vide il proprio motore passare a 115 CV in occasione del secondo restyling, ma già nel 1989 sarebbe uscita di produzione assieme al resto della gamma. Il suo posto sarebbe stato preso in seguito dalla Renault 19 1.8 16v 5p.

### Riepilogo caratteristiche
Di seguito vengono riportate le caratteristiche relative alle varie versioni previste per la gamma della Renault 11 nei principali mercati europei. I prezzi riportati sono in migliaia di lire e si riferiscono al livello di allestimento più basso ed al momento del debutto nel mercato italiano, laddove la versione indicata fosse prevista per tale mercato:
| Renault 11 |                      |        |                |                                             |                |               |                    |                    |              |                     |                    |                    |                                             |
| Modello | Allestimenti         | Motore | Cilindrata cm³ | Alimentazione                               | Potenza CV/rpm | Coppia Nm/rpm | Cambio/ N°rapporti | Massa a vuoto (kg) | Velocità max | Acceler. 0–100 km/h | Consumo (l/100 km) | Anni di produzione | Prezzo al debutto in Italia (in lire) x1000 |
| Versioni a benzina |                      |        |                |                                             |                |               |                    |                    |              |                     |                    |                    |                                             |
| 11 1.1 | TC, GTC1             | C1E    | 1108           | Carburatore monocorpo                       | 48/5250        | 80.4/2500     | M/4                | 815                | 140          | 21"6                | 6.7                | 1983-86            | 9.312                                       |
| 11 1.2 | TC2                  | C1G    | 1237           | Carburatore monocorpo                       | 55/5250        | 88/3000       | M/4                | 870                | 146          | 16"                 | 6.6                | 1986-88            | 13.303                                      |
| 11 1.4 | TL, GTL, TLE         | C1J    | 1397           | Carburatore monocorpo                       | 60/5250        | 102/3000      | M/4                | 855                | 155          | 15"7                | 6.9                | 1983-853           | -                                           |
| 11 1.4 | TL, GTL              | C1J    | 1397           | Carburatore monocorpo                       | 68/5250        | 109/3000      | M/4                | 860                | 160          | 13"1                | -                  | 1985-883           | -                                           |
| 11 1.4 | Automatica           | C1J    | 1397           | Carburatore monocorpo                       | 68/5250        | 109/3000      | A/3                | 895                | 153          | -                   | 7.7                | 1983-88            | 12.664                                      |
| 11 1.4 | TSE, GTS, Electronic | C1J    | 1397           | Carburatore doppio corpo                    | 72/5750        | 106/3500      | M/5                | 895                | 161          | 13"                 | 7.5                | 1983-85            | 11.474                                      |
| 11 Turbo | -                    | C1J    | 1397           | Carburatore monocorpo + turbocompressore    | 105/5500       | 162/2500      | M/5                | 910                | 184          | 9"                  | 8                  | 1984-86            | 15.409                                      |
| 11 Turbo | -                    | C1J    | 1397           | Carburatore monocorpo + turbo + intercooler | 115/5750       | 165/3000      | M/5                | 905                | 190          | 8"5                 | -                  | 1986-883           | -                                           |
| 11 1.7 | GTX, TXE, Electronic | F2N    | 1721           | Carburatore doppio corpo                    | 82/5000        | 135/3250      | M/5                | 900                | 170          | -                   | -                  | 1983-863           | -                                           |
| 11 1.7 | GTX, TXE, Electronic | F2N    | 1721           | Carburatore doppio corpo                    | 90/5500        | 138/3000      | M/5                | 895                | 177          | 10"7                | -                  | 1986-883           | -                                           |
| Versioni diesel |                      |        |                |                                             |                |               |                    |                    |              |                     |                    |                    |                                             |
| 11 Diesel | TD, GTD, TDE         | F8M    | 1595           | Diesel aspirato Iniezione indiretta         | 55/4800        | 100/2250      | M/5                | 920                | 146          | 16"                 | 6.1                | 1984-88            | 12.449                                      |
| Note: 1Previsto anche l'allestimento TCE per il mercato italiano 2Previsto anche l'allestimento TLE per il mercato italiano 3Non prevista per il mercato italiano |                      |        |                |                                             |                |               |                    |                    |              |                     |                    |                    |                                             |

#### Serie speciali
Le serie speciali previste per la R11 prima serie furono:
- Zender: lanciata per celebrare la vittoria in Gruppo N della R11 Turbo nel Campionato francese di rally, la Zender prende il nome dal preparatore tedesco che ne curò la linea, arricchita da elementi aerodinamici ed abbassata nell'assetto di 10 mm anteriormente e di 35 mm posteriormente. Anche i cerchi erano differenti, in lega e dal disegno specifico. Meccanicamente riprende la 11 Turbo normale. Come dotazione, invece, viene ripresa quella della ricca TXE. Era prevista in una sola tinta, ossia il grigio-argento metallizzato.
- Ferry: basata anch'essa sulla R11 Turbo, la Ferry riprendeva la dotazione della TXE, ma offriva meccanicamente alcuni aggiornamenti al propulsore e alla turbina, che consentirono di guadagnare 25-30 CV in più e di far raggiungere alla R11 Turbo Ferry la fatidica soglia dei 200 km/h. Anch'essa era disponibile unicamente in color grigio-argento metallizzato.
- LM Sovra: era forse una delle più particolari serie limitate della R11, in quanto si trattava di una sorta di vettura per il tempo libero, un incrocio tra un pick-up e una cabriolet.
- Broadway.

Le serie speciali previste per la R11 seconda serie erano invece le seguenti:
- 90 GT: basata sulla GTX, condivideva con quest'ultima la dotazione e la meccanica. Quanto a quest'ultima, fu rivista in maniera tale da passare dagli 82 CV iniziali a 90 CV a 5500 giri/min su questa versione.
- LM Sovra: versione analoga a quella prevista per la prima serie, ma con gli aggiornamenti estetici della seconda. Stessa configurazione di carrozzeria.
- Boston;
- Spring.
- Fu progettata e realizzata allo stadio di prototipo una versione di R11 a trazione integrale e a quattro ruote sterzanti, dotata di motore da 1,7 litri.

### Attività sportiva
Con l'abolizione del Gruppo B dalle competizioni rallystiche, la Renault pensò bene di utilizzare la sua R11 Turbo in Gruppo A, per il Mondiale di Rally. Tale vettura divenne quindi la vettura ufficiale della Renault Sport, divisione sportiva della Casa francese. La R11 Turbo preparata per il Gruppo A arrivava ad erogare ben 185 CV di potenza massima e grazie alla sua tenuta di strada, all'affidabilità del suo motore anche se spremuto ad alti livelli e all'abilità di grandi piloti come Jean Ragnotti, Didier Auriol e Alain Oreille, riuscì a collezionare un interessante numero di risultati degni di nota. In Gruppo A, dove la R11 esordì nel 1986, la R11 Turbo collezionò già dal primo anno diversi primati di classe, per esempio nei Rally di Monte Carlo e della Lana, in Italia. Ma in quello stesso anno, nel rally del Var, in Francia, la R11 riuscì a conquistare anche un secondo posto assoluto. Anche nel 1987 vi furono numerosi risultati degni di nota, tra cui un primo posto assoluto in Francia e due quinti posti di classe in Portogallo e al Rally della Corsica. Inoltre vi fu un quarto posto di classe al Rally di Monte Carlo del 1988.
Anche in Gruppo N fu impiegata la R11 Turbo: notevole fu il primo e secondo posto ottenuto al Rally della Corsica del 1984 dalle due R11 Turbo pilotate da Jean Pierre Deriu ed Alain Oreille.